# Ambystoma dumerilii
Espèce
Synonymes
- Siredon dumerilii Dugès, 1870
- Bathysiredon dumerilii queretarensis Maldonado-Koerdell, 1948

Statut de conservation UICN

 CR B1ab(iii,v)+2ab(iii,v) : 
En danger critique
Statut CITES
Ambystoma dumerilii est une espèce néoténique d'urodèles de la famille des Ambystomatidae.
À cause de la destruction de son habitat naturel, de la pollution et de l'introduction de poissons prédateurs, la population a fortement régressé depuis la dernière décennie[Depuis quand ?]. Il a été placé sur la liste rouge des espèces en danger critique d'extinction, appendice II CITES par l'UICN.

## Répartition
Cette espèce est endémique du lac de Pátzcuaro dans le nord-ouest de l'État de Michoacán au Mexique. Elle se rencontre à environ 1 920 m d'altitude.

## Publication originale
- Dugès, 1870 : Una nueva especie de ajolote de la Laguna de Patzcuaro. La Naturaleza, México, vol. 1, p. 241-244 (texte intégral).